# Plaza de la Lealtad
La plaza de la Lealtad es una plaza de Madrid (España), ubicada en el paseo del Prado, donde se localizan el palacio de la Bolsa —que alberga la Bolsa de Madrid— y el hotel Ritz.

## Monumento

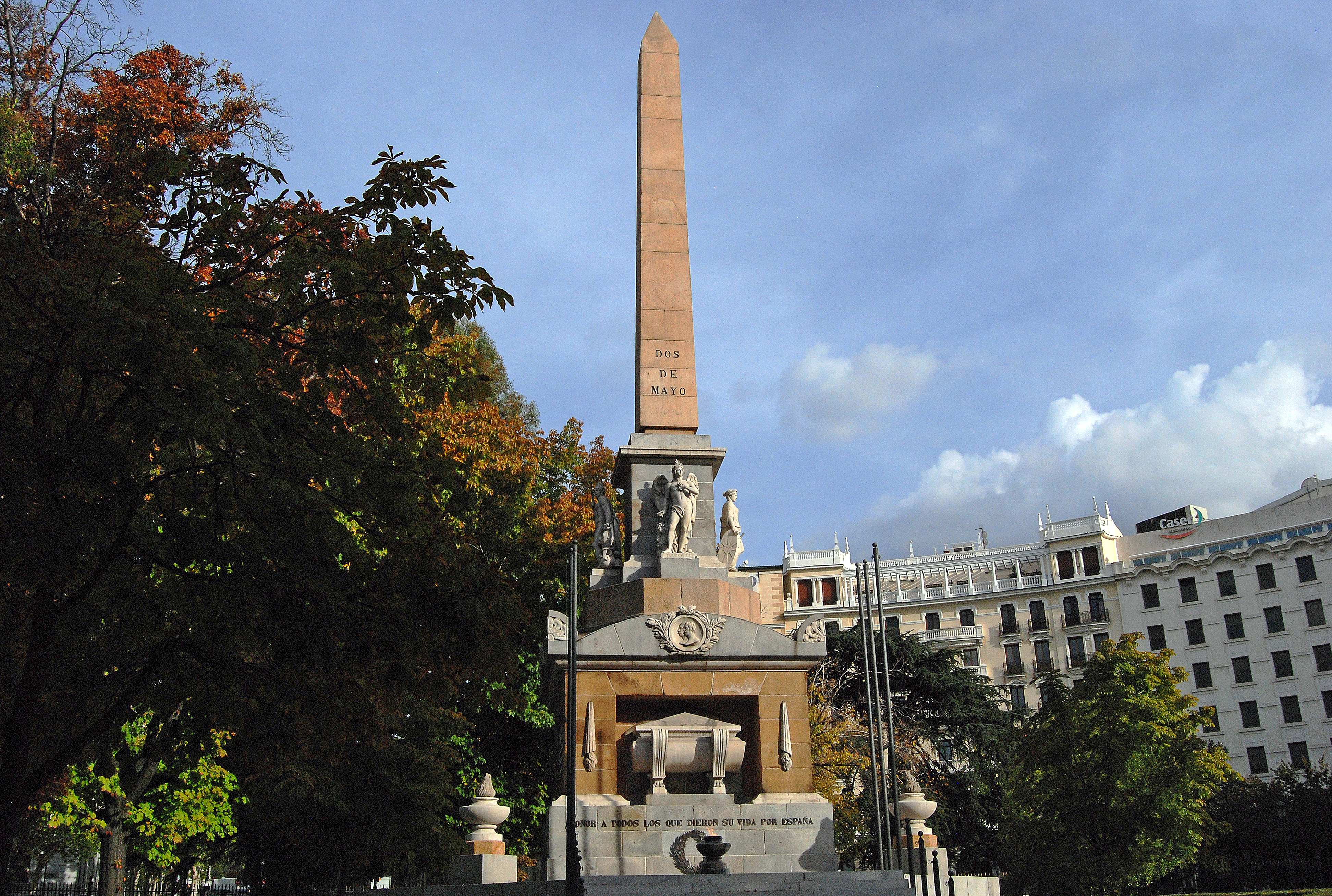
Monumento a los Caídos por España

Se halla enclavada en los terrenos del antiguo Prado Alto, en cuyo célebre paseo transcurría en el siglo XVI un arroyo, en lo que era una área hortícola. En 1613 se levantó la Torrecilla de Música, que consta en el plano de Mancelli; era un pequeño quiosco musical, que igualmente hacía las veces de alojería: establecimiento de bebidas. En las cercanías, se hallaba la Fuente del Caño Dorado, que surtía de agua fresca a los vecinos. La Torrecilla siguió en pie hasta mediados del siglo XVIII, cuando Carlos III remodeló el Prado. El plano de Espinosa (1769) muestra el área como ajardinada. Tras la Guerra de la Independencia, fue conocida como Campo de la Lealtad. Se sitúa al nordeste de la plaza de Cánovas del Castillo, con la que colinda. En la plaza se levanta el obelisco Monumento a los Caídos por España, de Isidro González Velázquez, donde están depositadas las cenizas de los madrileños que se levantaron el 2 de mayo de 1808 y fueron fusilados el 3 de mayo de 1808. Fue construida en tiempos de Isabel II. Hay, además, una llama que siempre está encendida.